# Zygmunt Skwirczyński

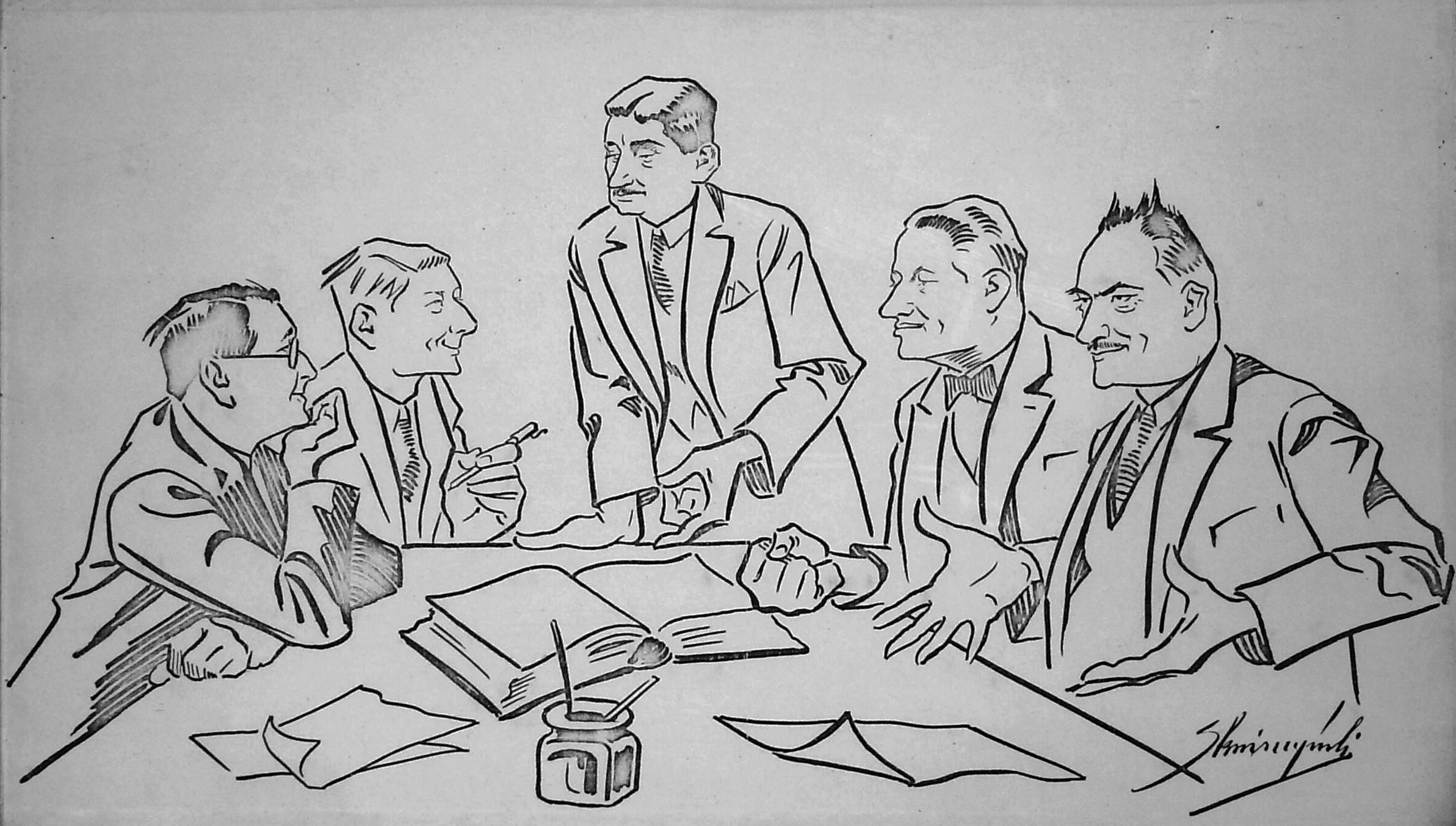
Karykatura z 1931

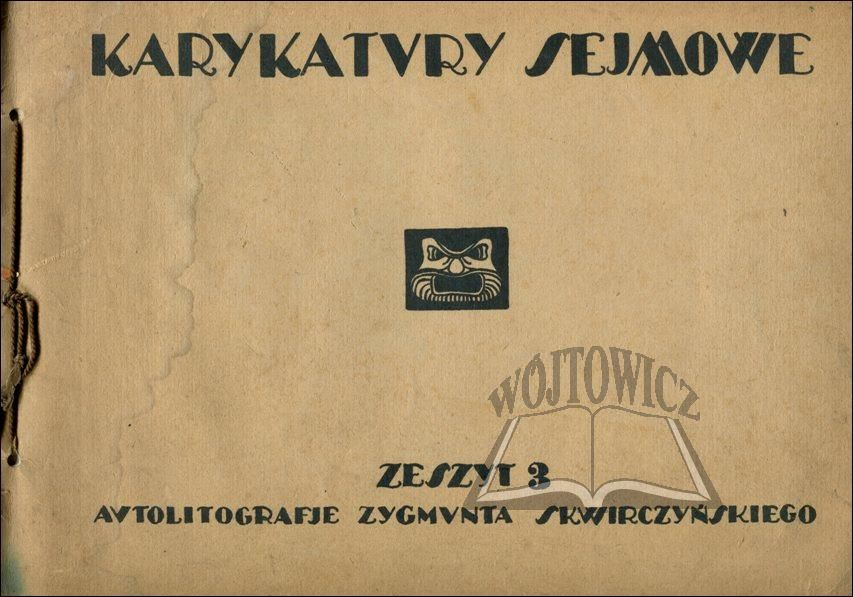
Karykatury sejmowe (1920)

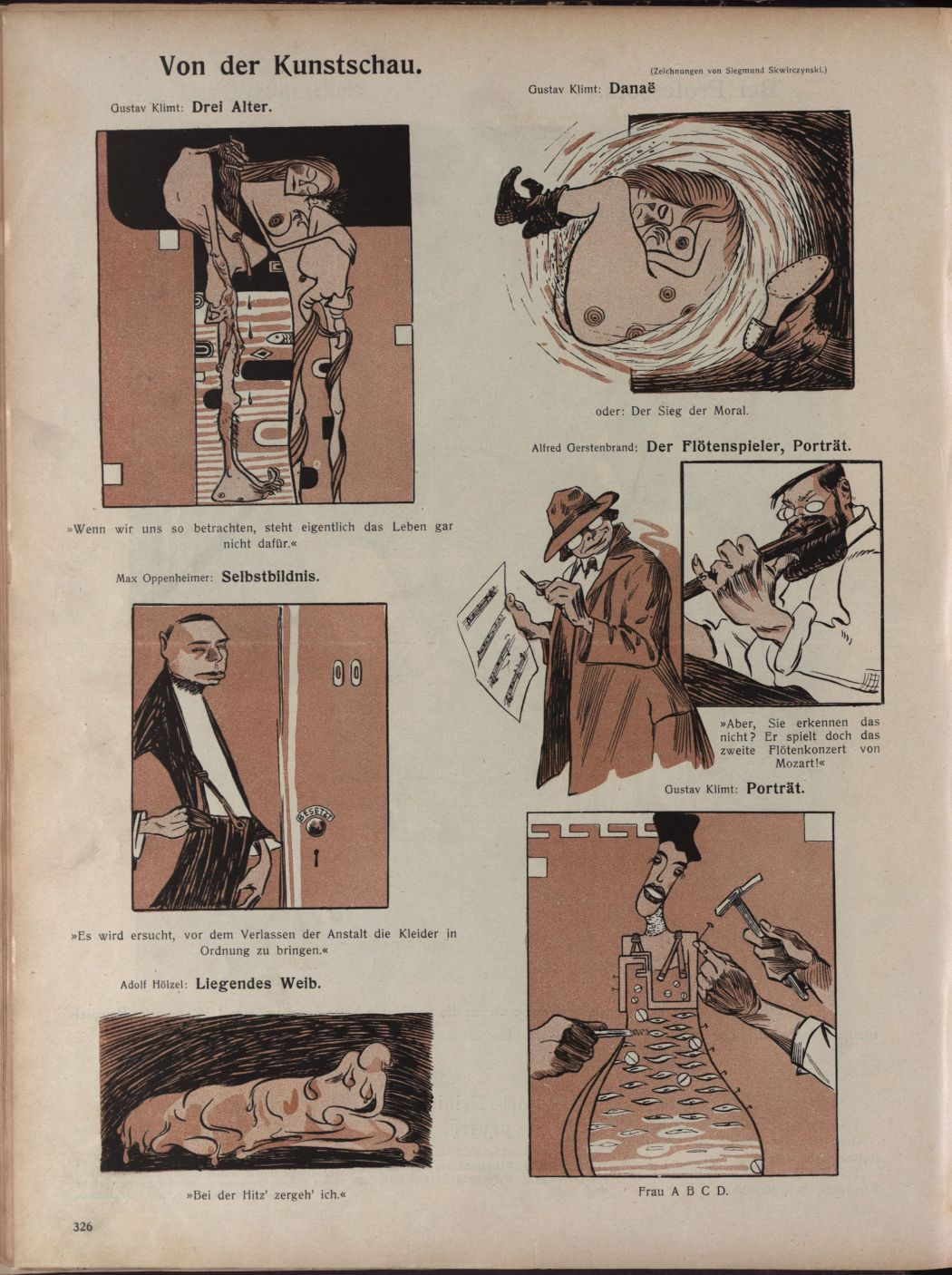
Von der Kunstschau (Die Muskete, Wiedeń, 1908)

Zygmunt Skwirczyński (ur. 1868, zm. 1938) – karykaturzysta polityczny w okresie dwudziestolecia międzywojennego specjalizujący się w karykaturach posłów na sejm i senatorów.